# محمية هيشة الطبيعية الجديدة

محمية هيشة الطبيعية هي محمية في ليبيا تقع محمية الهيشة مابين منطقتي سرت شرقا و مصراتة غربا وشمالا منطقة العيون ( الهيشة القديمة ) و جنوبا الطريق العام مصراته. سرت. وقد تم إنشاء المحمية سنة 1979م .
وتم دراسة المحمية من قبل المنظمة العربية للتنمية الزراعية سنة1991م و تبلغ مساحة المحمية (40000) ألف هكتار تقريبا